# Ойратский язык
Ойратский язык (ойратский разговорный язык, западномонгольский; самоназвание — т-б.ᡆᡕᡅᠷᠠᡑ
ᡘᡄᠯᡄᠨ; калм. Өөрдин келн; монг. Ойрад) — один из монгольских языков, распространённый в основном в Монголии, Китае и России. Сарт-калмыцкий диалект ойратского языка всё ещё имеет сравнительно небольшое распространение в Кыргызстане.
Представляет собой два языка с незначительным различием в виде диалектов, на которых говорит некогда единый народ ойратов. Калмыцкий язык — это отдельный язык калмыков, проживающих в Республике Калмыкия и в других субъектах Российской Федерации. В международной классификации калмыцкий язык отождествляется с ойратским. Ойратский классический (литературный) язык является письменной формой современного ойратского языка.

## Диалектная система

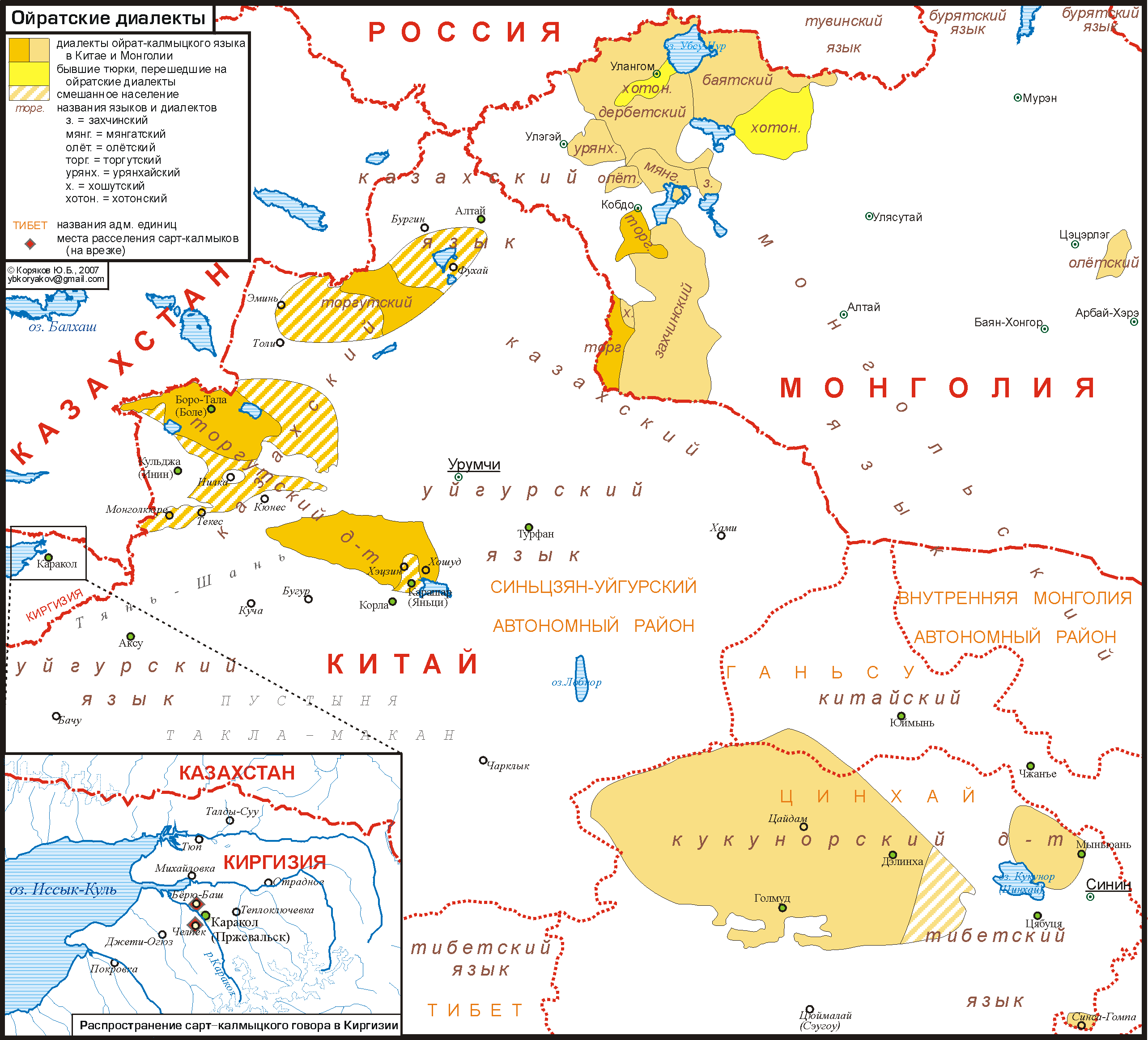
Распространение ойратских диалектов в Китае, Монголии и Киргизии

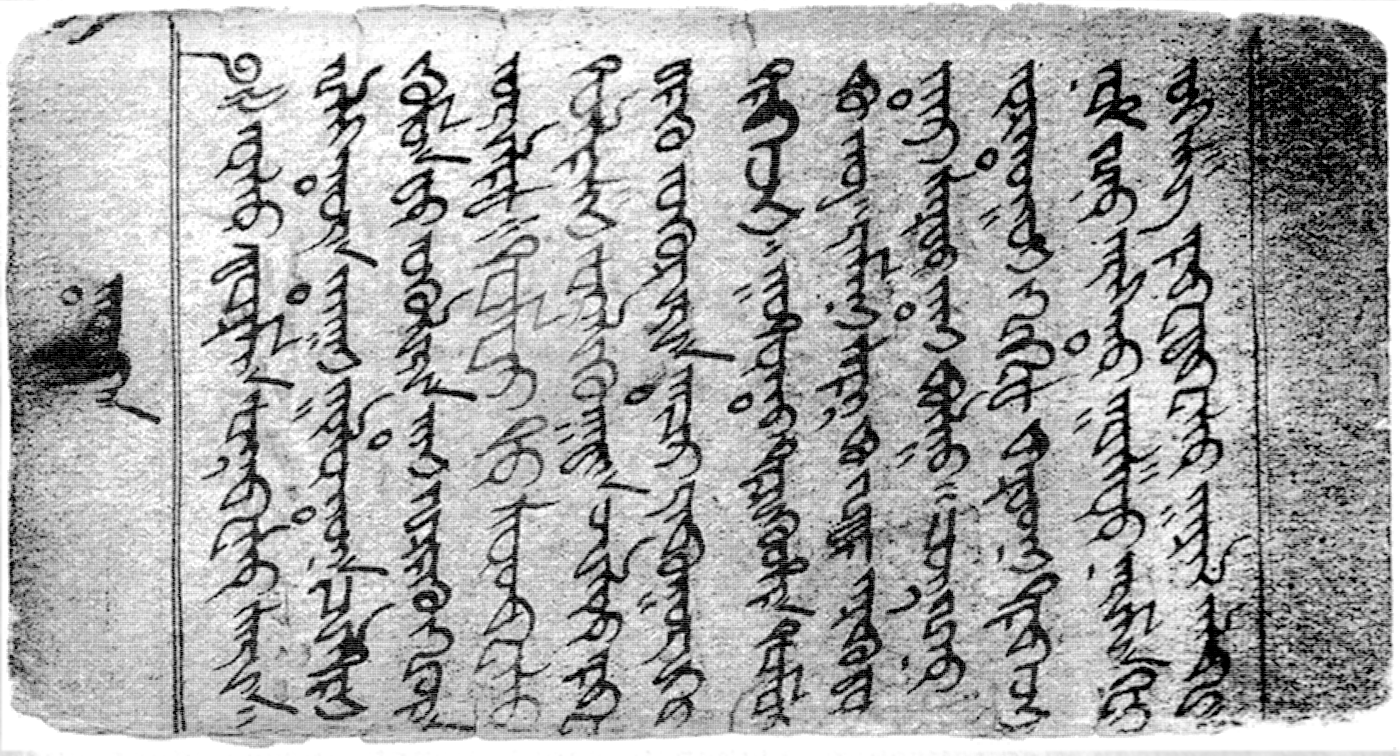
Ойратская рукопись

- дербетский (дэрбэтский) — диалект дербетов в России (Республика Калмыкия) и Монголии (западномонгольские аймаки).
  - хотонский говор — современный язык хотонов, ранее говоривших на тюркском хотонском языке[3][4].
- баятский (баитский) — диалект баятов
- захчинский — диалект захчинов
- торгутский — диалект торгутов: в России (Республика Калмыкия), Китае (Синьцзян-Уйгурский автономный район, Алашань) и Монголии (западномонгольские аймаки).
  - кобдо-торгутский говор — в Монголии
  - синьцзян-торгутский говор — в Синьцзяне
  - эдзин-торгутский (эдзинаский, алашаньский) говор — Алашань (Внутренняя Монголия, КНР)
  - новоторгутский (шин торгуд) — потомки калмыков, вернувшихся в Джунгарию в 1771 году
- мянгатский (мингатский) — диалект мянгатов
- хошутский — диалект хошутов в России (Республика Калмыкия) и Китае.
  - кобдо-хошутский говор — в Монголии
  - кукунорский говор (цинхайский, дээд-монгол) говор — в Цинхае
- олётский — диалект олётов
  - алашань-олётский говор — Алашань (Внутренняя Монголия, КНР)
  - маньчжурский говор — потомки олётов, переселённых в Маньчжурию
- сарт-калмакский диалект — сарт-калмаки в Кыргызстане, потомки олётов и торгутов, переселившихся в 1880 году из Джунгарии;
- урянхайский диалект — алтайские урянхайцы в Баян-Ульгийском, Кобдоском аймаках.

Дархатский диалект, иногда рассматриваемый как ойратский, современными учёными обычно трактуется как один из диалектов собственно монгольского языка, входящий в одну группу с халхасским диалектом, но с некоторыми ойратскими (субстратными или адстратными) элементами.

## Ареал и численность

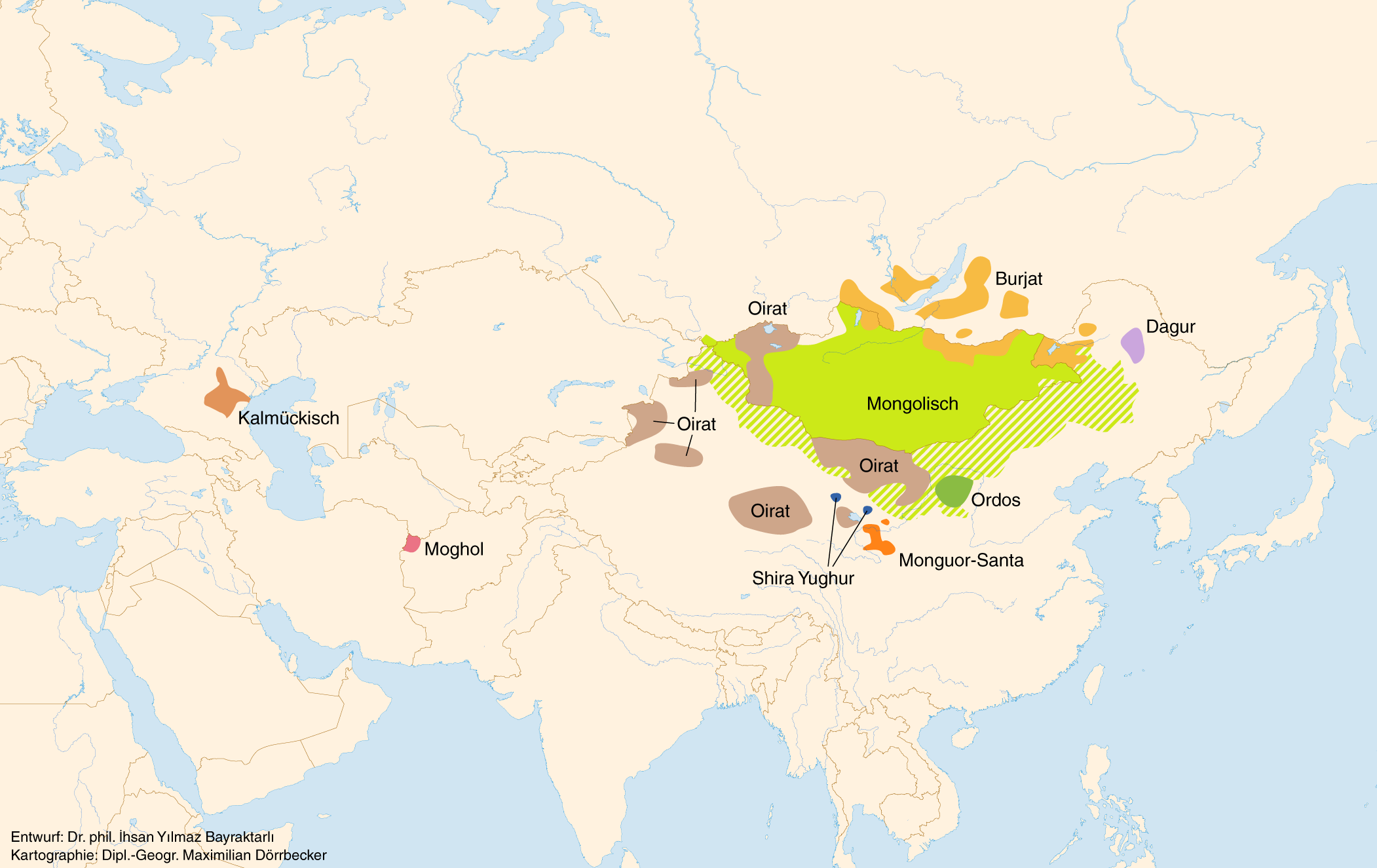
Распространение ойрат-калмыцкого языка

Распространён в России (Республика Калмыкия; 183 372 — Всеросс. перепись 2010 г.), на западе Монголии (аймаки Увс, Ховд, Баян-Улгий; 236 тыс. чел. — 2010, перепись) и в Северо-Западном и Северном Китае (Синьцзян-Уйгурский автономный р-н, Цинхай и запад Внутр. Монголии; 360 тыс. чел. — 2010, оценка). Сарт-калмыки живут в Кыргызстане (4-12 тыс.).

## Письменность
Оригинальная ойратская письменность была создана в XVII веке буддистским монахом по имени Зая-Пандита. Эта письменность Тодо бичиг (Ясное письмо) была создана на основе старо-монгольского письма, которым ойраты пользовались с XIII века.
Ойраты Западного Китая продолжают использовать ойратскую письменность. В Урумчи выходят несколько газет и журналов на ойратском языке, работают радио- и телепередачи.
Ойратский язык в Монголии не получил статус официального и используется только в быту, активно вытесняемый халха-монгольским языком и письменностью.
Калмыцкий язык в России (в Республике Калмыкия) получил статус официального и используется в быту, активно вытесняемый русским языком и письменностью.